# Anaphyllopsis cururuana
Anaphyllopsis cururuana är en kallaväxtart som beskrevs av Alistair Hay. Anaphyllopsis cururuana ingår i släktet Anaphyllopsis och familjen kallaväxter. Inga underarter finns listade.